# Efendi
Efendi (turkiska efendī, "herre") är en aristokratisk titel som används under artighetsformer och användes i Osmanska riket med ungefärlig motsvarighet till engelskans "Lord" eller "Master". Titeln följer personnamnet som ett affix och används ofta vid tilltal av personer med yrken som krävt akademisk utbildning eller statstjänstemän som ofta innehade högre titlar, som till exempel bej eller pascha. 
Efendi var den näst vanligaste titeln, efter agha, som lades till ett personnamn som ett affix. Titeln indikerade en "utbildad gentleman" från främst en sekulär skola men senare såväl även religiösa. Själva ordet kommer från grekiskans aphthentes (afendis), vilket under antiken betecknade en person som var myndig och kunde representera sig själv. Titeln avskaffades 1934 och ersattes av bej.
I Bosnien och Hercegovina används titeln (bosniska: efendija) för imamer inom islam.